# Botmeur
Botmeur település Franciaországban, Finistère megyében. Lakosainak száma 227 fő (2022. január 1.). Botmeur Commana, Brasparts, Brennilis, La Feuillée, Saint-Rivoal és Sizun községekkel határos.

## Népesség
A település népességének változása:
| Lakosok száma | 277  | 196  | 191  | 230  | 218  | 212  | 215  | 218  | 222  | 227  |
|               | 1968 | 1982 | 1990 | 2006 | 2013 | 2015 | 2017 | 2019 | 2020 | 2022 |